# Epuls
Epuls.pl – polski serwis społecznościowy istniejący w latach 2002-2017. Został stworzony przez szwedzką firmę Pixelate Graphics, na której czele stał Grzegorz Gorczyca.  
Całość opierała się na tzw. profilu, na którym każdy zarejestrowany mógł napisać coś o sobie, a także m.in. umieścić zdjęcia i stworzyć mini-pamiętnik. Serwis przeznaczony był przede wszystkim dla młodzieży do 20. roku życia. Użytkownicy mieli możliwość m.in. wysyłania do siebie prywatnych wiadomości, dodawania siebie nawzajem do listy znajomych, komentowania zamieszczonych przez innych zdjęć i skupiania się w tzw. klubach, będącymi epulsowymi odpowiednikami tematycznych internetowych forów dyskusyjnych. Korzystanie z serwisu było bezpłatne, ale istniała możliwość płatnego rozszerzenia funkcjonalności o np. test dla przyjaciół czy dodatkowe obrazkowe emotikony. 

## Popularność
W serwisie założonych zostało około 3 milionów kont, użytkownicy do czerwca 2008 udostępnili ponad 5 milionów zdjęć. W 2006 dziennie rejestrowało się około 2 tys. nowych użytkowników. Miesięcznie strona w tym okresie notowała około 250 milionów odsłon. Codziennie za pośrednictwem portalu wysyłanych było około 17 milionów wiadomości. Według danych serwisu Alexa w grudniu 2012 roku strona była na 11,420 miejscu pod względem popularności w Polsce. W kolejnych latach jego popularność zmalała wraz z pojawieniem się nowych serwisów społecznościowych. Największy spadek zainteresowania odnotował w 2010 roku, gdy stracił on ponad 700 tysięcy aktywnych użytkowników.

## Historia
Pierwowzorem serwisu Epuls był uruchomiony 1 stycznia 2000 w Szwecji Lunarstorm, którego twórcą jest Rickard Eriksson. LunarStorm oprócz w wersji szwedzkiej, funkcjonuje także w wersjach dla użytkowników z Wielkiej Brytanii i Danii. Epuls został stworzony przez szwedzką firmę Pixelate Graphics, na której czele stał Grzegorz Gorczyca. W czerwcu 2006 działalność firmy została przeniesiona do Polski i zmieniła nazwę na Pixelate Ventures. W lutym 2007 w serwis zainwestował niemiecki fundusz Holtzbrinck Ventures. W październiku 2008 roku spółka Pixelate Ventures, właściciel serwisu, została kupiona przez Wydawnictwo Gruner+Jahr Polska. Z początkiem 2005 współpracę z serwisem Epuls rozpoczął mBank – pierwszy internetowy bank w Polsce. Serwis internetowy izzyBanku został połączony z serwisem Epuls. W kwietniu 2007 uruchomiona została niemieckojęzyczna wersja Epulsa. Istniała także, nieuruchomiona oficjalnie, rosyjska wersja serwisu, a w latach 2002–2005 również szwedzka wersja Epulsa. Początkiem końca Epulsa był rok 2009, gdy w przeciągu dziesięciu miesięcy straciła około 700 tysięcy aktywnych użytkowników. W grudniu 2016 roku ogłoszono, że Epuls zostanie zamknięty z dniem 1 lutego 2017. Wszystkie wirtualne przedmioty zakupione w serwisie musiały zostać wykorzystane do końca stycznia 2017.